# ARN prémessager
L'ARN prémessager, ARN précurseur ou pré-ARNm est un acide ribonucléique message simple brin immature. L'ARN prémessager est synthétisé à partir du brin matrice de l'ADN dans le noyau lors de la transcription. L'ARN prémessager comprend l'essentiel des ARN nucléaires hétérogènes (ARNnh). Le terme hnRNA est souvent utilisé comme synonyme de pré-ARNm, bien que stricto sensu les ARN hétérogènes nucléaires peuvent inclure des ARN transcrits qui ne finiront pas en ARNm cytoplasmique. 
Une fois que l'ARN prémessager a été complètement transformé, il est appelé « ARN messager mature », « ARNm mature », ou tout simplement « ARNm ». 

## Traitement
Les ARN prémessager eucaryotes n'existent que brièvement avant d'être totalement transformés en ARNm. L'ARN prémessager comprend deux différents types de segments : les exons et les introns. Les exons sont les segments qui sont conservés dans l'ARNm final, tandis que les introns sont excisés lors du processus  d'épissage, réalisé par le splicéosome, un complexe dynamique formé de SnRNP (des introns peuvent subir l'épissage sans splicéosome avec une transestérification des introns, de manière autocatalytique).
Chez les « procaryotes », l'épissage se fait soit de manière autocatalytique soit par clivage endolytique. Les clivages autocatalytiques, dans lesquels aucune protéine n'est impliquée, sont habituellement réservés aux sections de l'ARNr qui codent l'ARNr alors que le clivage endolytique correspond aux précurseurs d'ARNt.[réf. nécessaire]
Par la suite, les extrémités 3' et 5' peuvent être modifiées. Parmi ces modifications on retrouve en 5' l'ajout d'un coiffe de 7-méthylguanosine et une queue poly-A en 3',. En outre, pré-ARNm eucaryotes ont leurs introns excisés par les splicéosomes composés de snRNA.
Quand un ARN prémessager a été correctement transformé en ARNm, il est exporté hors du noyau et éventuellement traduit en protéine par les ribosomes.